# Mormugao
Mormugao (en portugués: Mormugão) es una ciudad portuaria situada en el epónimo Mormugao taluka (municipio) del distrito Sur , en el Estado de Goa, India. Tiene un puerto natural profundo y sigue siendo el principal puerto de Goa.
Hacia el final de la era indo-portuguesa en 1917, se excavaron treinta y un asentamientos en el área de Salcette, para formar Morumugão con el puerto marítimo de Mormugao como sede. Los treinta y cinco asentamientos restantes se mantuvieron en Salcette, que abarcan la actual taluka de Salcete con Margao como sede.

## Geografía
Mormugao está ubicado en 15.25°N 73.98°E. Tiene una elevación promedio de 2 metros (7 pies).

## Demografía y Salud
Según el censo de India de 2001, Mormugao tenía una población de 97.085 personas. Los hombres constituyen el 53% de la población y las mujeres el 47%. Mormugao tiene una tasa de alfabetización promedio del 75%, superior al promedio nacional del 59,5%: la alfabetización masculina es del 80% y la alfabetización femenina del 70%. En Mormugão, el 11% de la población tiene menos de 6 años. Konkani es el idioma del estado, también se hablan marathi, kannada, hindi e inglés.
La Dirección de servicios de salud de Goa (DHS) brinda un nivel secundario de atención médica a la gente de mormugao y lugares cercanos a través del antiguo Chicalim Cottage Hospital en Alto Chicalim , ahora actualizado al nivel de Sub District Hospital con 120 camas. El DHS también brinda atención primaria de salud a los taluka a través de PHC Casaulim, PHC Cortalim y UHC Vasco. En el subdistrito también se pueden encontrar varios hogares de ancianos privados, clínicas, centros de panchkarma, gimnasios y centros de fisioterapia.